# Bionville-sur-Nied
Bionville-sur-Nied (fràncic lorenès Bingen) és un municipi francès situat al departament del Mosel·la i a la regió del Gran Est. L'any 2007 tenia 364 habitants.

## Demografia

### Població
El 2007 la població de fet de Bionville-sur-Nied era de 364 persones. Hi havia 125 famílies, de les quals 16 eren unipersonals (12 homes vivint sols i 4 dones vivint soles), 44 parelles sense fills, 57 parelles amb fills i 8 famílies monoparentals amb fills.
La població ha evolucionat segons el següent gràfic:
Habitants censats

### Habitatges
El 2007 hi havia 138 habitatges, 126 eren l'habitatge principal de la família, 1 era una segona residència i 10 estaven desocupats. 127 eren cases i 10 eren apartaments. Dels 126 habitatges principals, 111 estaven ocupats pels seus propietaris, 12 estaven llogats i ocupats pels llogaters i 3 estaven cedits a títol gratuït; 2 tenien dues cambres, 11 en tenien tres, 26 en tenien quatre i 87 en tenien cinc o més. 107 habitatges disposaven pel capbaix d'una plaça de pàrquing. A 46 habitatges hi havia un automòbil i a 74 n'hi havia dos o més.

### Piràmide de població
La piràmide de població per edats i sexe el 2009 era:
| Homes | Edats   | Dones |
| ----- | ------- | ----- |
| 0     | 95 o +  | 0     |
| 0     | 90 a 94 | 0     |
| 4     | 85 a 89 | 8     |
| 0     | 80 a 84 | 0     |
| 4     | 75 a 79 | 0     |
| 8     | 70 a 74 | 4     |
| 8     | 65 a 69 | 8     |
| 12    | 60 a 64 | 8     |
| 8     | 55 a 59 | 12    |
| 8     | 50 a 54 | 12    |
| 16    | 45 a 49 | 16    |
| 4     | 40 a 44 | 12    |
| 20    | 35 a 39 | 8     |
| 4     | 30 a 34 | 8     |
| 28    | 25 a 29 | 8     |
| 4     | 20 a 24 | 8     |
| 8     | 15 a 19 | 4     |
| 12    | 10 a 14 | 20    |
| 12    | 5 a 9   | 16    |
| 8     | 0 a 4   | 12    |

## Economia
El 2007 la població en edat de treballar era de 250 persones, 171 eren actives i 79 eren inactives. De les 171 persones actives 156 estaven ocupades (91 homes i 65 dones) i 15 estaven aturades (7 homes i 8 dones). De les 79 persones inactives 24 estaven jubilades, 29 estaven estudiant i 26 estaven classificades com a «altres inactius».

### Ingressos
El 2009 a Bionville-sur-Nied hi havia 135 unitats fiscals que integraven 366 persones, la mediana anual d'ingressos fiscals per persona era de 18.007 €.

### Activitats econòmiques
Dels 9 establiments que hi havia el 2007, 2 eren d'empreses de construcció, 2 d'empreses de transport, 1 d'una empresa immobiliària, 2 d'empreses de serveis i 2 d'entitats de l'administració pública.
Dels 2 establiments de servei als particulars que hi havia el 2009, 1 era una oficina de correu i 1 electricista.
L'any 2000 a Bionville-sur-Nied hi havia 7 explotacions agrícoles que ocupaven un total de 744 hectàrees.

## Poblacions més properes
El següent diagrama mostra les poblacions més properes.